# Parcoblatta pennsylvanica
Parcoblatta pennsylvanica är en kackerlacksart som först beskrevs av De Geer 1773.  Parcoblatta pennsylvanica ingår i släktet Parcoblatta och familjen småkackerlackor. Inga underarter finns listade i Catalogue of Life.